# Kommentar des litauischen Strafprozessgesetzbuchs
Der Kommentar des litauischen Strafprozessgesetzbuchs (lit. Lietuvos Respublikos baudžiamojo proceso kodekso komentaras) ist der einzige Gesetzeskommentar, der das neue Strafprozessgesetzbuch Litauens (Baudžiamojo proceso kodeksas) von 2002 für die Republik Litauen zum Gegenstand hat. Die einzelnen Artikel des Gesetzbuchs werden zitiert und interpretiert. Die Praxis von Konstitucinis Teismas, Lietuvos Aukščiausiasis Teismas und Gerichtshof für Menschenrechte wird auch behandelt. Der Kommentar gehört zur wissenschaftlichen juristischen Sekundärliteratur. Er wurde vom Fachverlag „Teisinės informacijos centras“ 2003  herausgegeben.

## Bibliographie
- Gintaras Goda, M. Kazlauskas, Pranas Kuconis: Lietuvos Respublikos baudžiamojo proceso kodekso komentaras I knyga: I-IV dalys. 1. Band, Teisinės informacijos centras, Vilnius 2003, ISBN 9955-557-16-8.
- Lietuvos Respublikos baudžiamojo proceso kodekso komentaras, II tomas (V-XI dalys). 2. Band, Teisinės informacijos centras, Vilnius 2003, ISBN 9955-557-22-2.